# Dominicas de Newcastle
La Congregación Dominica de Santa Catalina de Siena de Newcastle (en inglés: Congregation of Dominican Sisters of St. Catherine of Siena of  Newcastle) es una congregación religiosa católica femenina, de vida apostólica y de derecho pontificio, fundada en 1896 por la religiosa alemana Mary Rose Niland en Newcastle (Sudáfrica). A las religiosas de este instituto se les conoce como dominicas de Newcastle y posponen a sus nombres las siglas O.P

## Historia
La congregación tiene su origen en las Dominicas de la Congregación de Santa Catalina de Siena de King William's Town (Sudáfrica). En 1891, Mary Rose Niland, una de las siete fundadoras de la Congregación de King William's Town, fue enviada por la superiora Mary Mauritia Tiefenböck, para fundar una nueva comunidad en Newcastle, en la provincia de Natal. Al parecer la situación económica no permitía mantener la comunidad por lo que las religiosas fueron llamadas a regresar a la casa madre, sin embargo, a petición del obispo, Niland decidió quedarse e iniciar un nuevo instituto.
El instituto fue aprobado como congregación religiosa de derecho diocesano en 1896, por el obispo Charles-Constant Jolivet, del vicariato apostólico de Natal. Fue agregado a la Orden de Predicadores el 20 de enero de 1906 y elevado a congregación de derecho pontificio, mediante decretum laudis del 20 de julio de 1911, del papa Pío X.

## Organización
La Congregación Dominica de Santa Catalina de Siena de Newcastle es una congregación religiosa internacional, de derecho pontificio y centralizada, cuyo gobierno es ejercido por una priora general, es miembro de la Familia dominica, de la Conferencia de Hermanas Dominicas Internacional y su sede se encuentra en Watford (Inglaterra).
Las dominicas de Newcastle se dedican a diferentes ministerios, entre otros: la pastoral parroquial, catequesis en todos los niveles, publicaciones, conferencias, orientación, orientación espiritual, facilitación, trabajo de retiro, capellanía universitaria y penitenciaria, dignificación de la mujer, trabajando con los marginados, personas con discapacidades mentales, personas sin hogar e inmigrantes. En 2017, el instituto contaba con 87 religiosas y 15 comunidades, presentes únicamente en Reino Unido y Sudáfrica.